# Patricio Wang
Patricio Germán Wang Tapia (n. 19 de diciembre de 1952 en Santiago) es un músico, compositor y director musical chileno, con una amplia y exitosa trayectoria musical. Es particularmente conocido por ser integrante de la banda Quilapayún desde 1981, incorporándose en Francia y permaneciendo hasta hoy en la facción francesa de esta.